# Werner Cajanus

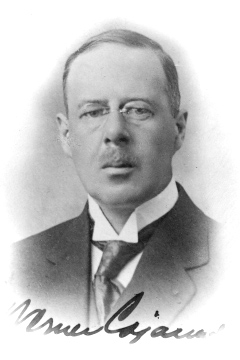
Werner Cajanus.

Karl Werner Cajanus, född 11 maj 1878 i Helsingfors,  död 1 september 1919 i Köpenhamn, var en finsk skogsforskare och diplomat. Han var far till författaren Esther Hjelt-Cajanus.

## Biografi

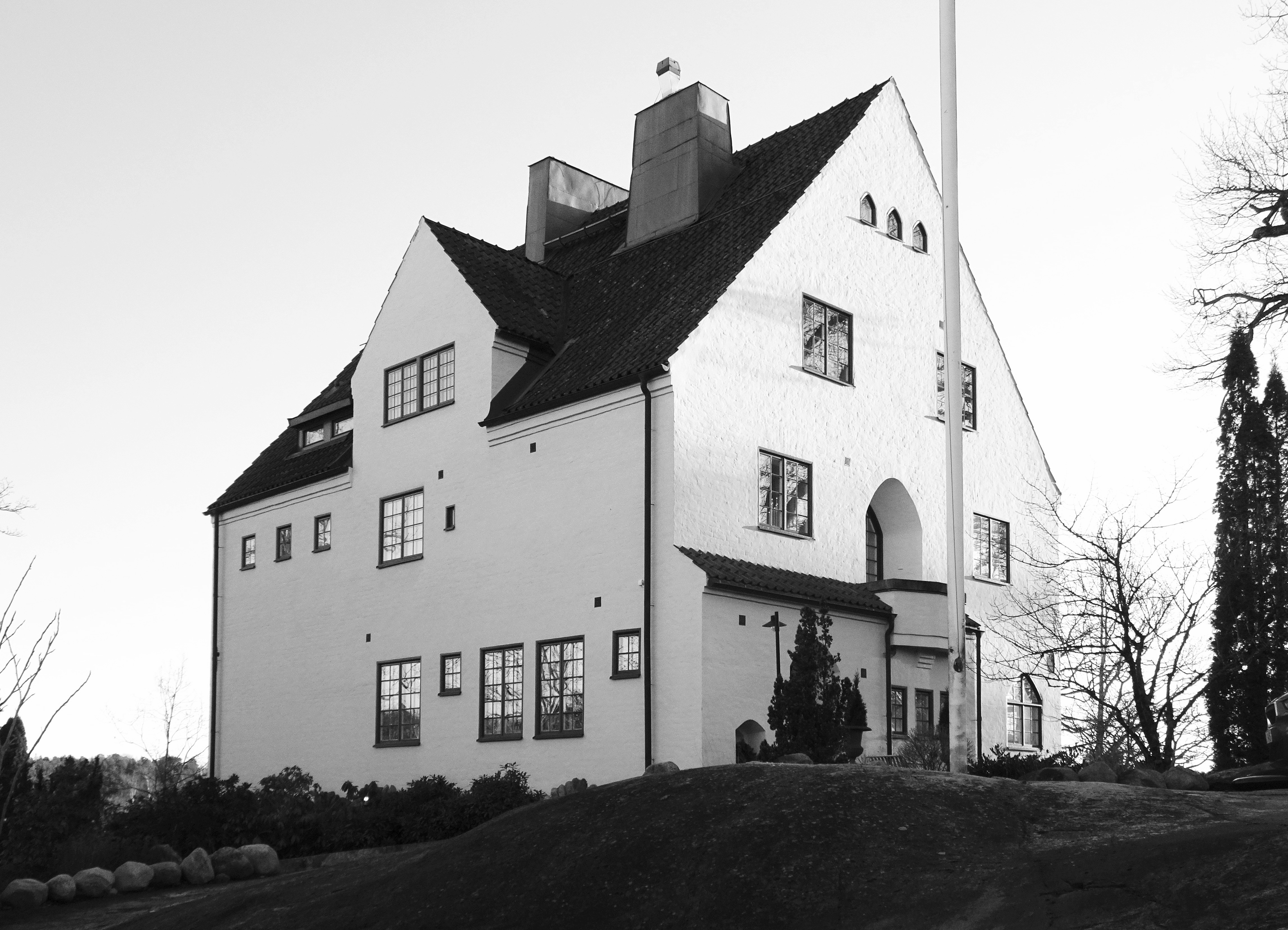
Villa Cajanus i Nacka.

Cajanus föräldrar var överdomare Johan Gustaf Theodor Cajanus (1847–1906) och Helny Aurora Burman. Han utexaminerades från Helsingfors finska samskola 1898 och från Evo Forestry College i Lampis samma år. Cajanus avlade sedan examen från Helsingfors universitet med en kandidat- och licentiatexamen i filosofi 1914 och en magister- och doktorsexamen i filosofi 1915. Cajanus var skogsrevisor 1906–1908 och 1909–1918 professor i skogsbedömning vid Helsingfors universitet. Därefter var han från 1918 och fram till sin död 1919 verksam som statssekreterare i Stockholm och som chargé d'affaires (ambassadör) i Köpenhamn.

### Privatliv
Werner Cajanus var gift med Esther Hjelt-Cajanus (1879–1959). I Saltsjö-Duvnäs, nuvarande Nacka kommun, lät han i början av 1910-talet uppföra en påkostad bostad för sig och sin familj. Byggnaden kallas Villa Cajanus och ritades av arkitekt Carl Kempendahl. Enligt Stockholms adresskalender var Werner Cajanus (med uppgiven titel Hovrättsråd), respektive hans familj bosatt här mellan 1916 och 1923.